# 古川了子
古川 了子（ふるかわ のりこ、1955年〈昭和30年〉1月1日 -）は、北朝鮮による拉致被害者と考えられる日本女性。政府認定の拉致被害者ではないが、「救う会」（北朝鮮に拉致された日本人を救出するための全国協議会）では拉致被害者に認定しており、「調査会」（特定失踪者問題調査会）でも「拉致濃厚」（1000番台リスト）としている。なお、政府は一度も拉致被害者認定の基準を示したことがない。
1973年（昭和48年）7月7日に失踪、当時18歳。彼女については、北朝鮮の元工作員、安明進による平壌での目撃情報がある。

## 人物情報と消息
1955年（昭和30年）1月1日生まれ。中学時代は水泳部に所属し、千葉商業高等学校では卓球部の部長であった。書写大会で入選したことがあり、簿記や珠算、和文タイプなどの資格を持っていた。特技は、左右同じように文字を書けること。三井造船千葉事業所経理部の新入社員で、7月にもらった初めてのボーナスは手つかずのまま失踪した。身長は157センチメートルくらいであった。
失踪した1973年（昭和48年）7月7日は、午前中に美容院へ行き、午後からは母親と浴衣を買いに出かける予定であった。朝早く家を出て、美容院に「今日の美容院はキャンセルしたい。出かけるところができた。母親にも浴衣を買いに行けなくなったと伝えて下さい」と告げたという。母親は美容院からの電話で、友達にでも会うことになったのだろうとあまり気にとめなかったが、それから消息不明になってしまった。預金通帳は自宅に置いたままで、携帯したのはいつも持って歩くポーチ1つだけであり、ポーチは財布とハンカチ程度しか入らない、ごく小さなものであった。その後、自宅にも勤務先にも全く連絡がなく、中学や高校の友人も失踪の動機や行き先に心あたりはなかった。
彼女については、元北朝鮮工作員の安明進が、1991年の9月頃、平壌直轄市龍城区に所在する朝鮮労働党作戦部所属の915病院に腕の骨折で入院していたとき、外出する途中の夕方、915病院敷地内で遭遇したと詳細な証言をしている。安によれば、大学に用事があることを思い出して裏山を越えようとしたところを30代半ばくらいの「顔の真っ白な女性」と鉢合わせしてしまった。裏山を越えて病院を抜け出すのは規則違反なので、その女性に「試験の準備のために急いでいます。どうか、届け出はしないでください」と懇願したところ、彼女は笑いながら頷き、外国人病棟の方へ立ち去ったという。その後、安は「外国人病棟にいる顔のとても白い、158センチくらいの女性は誰か」と看護婦にたずねると、その患者は日本人で、胃の病気で入院している、自分の化粧品を使われるからと病室に看護婦を入れたがらないし、食べ物の好き嫌いも多くて病気の治りがわるい旨を答えた。後日、安は再び、その女性が外国人病棟の前で日向ぼっこをするのをみたという。この女性こそ古川了子に間違いないと安は言う。
安は、2002年（平成14年）12月に韓国のソウルで古川了子の姉と面会したが、写真以上に姉の容貌に似ており、915病院で会った女性が古川了子である確信をますます深めたという。
高校時代の同期生たちは、2003年（平成15年）1月25日「古川了子さんを救う会」を結成した。特定失踪者問題調査会は2004年（平成16年）1月29日、千葉県警察に告発状を提出している。
2005年（平成17年）3月22日、「古川了子さんを北朝鮮による拉致被害者として認定し、一日も早く救出してください」との要請署名（計14万8,123名）が政府に届けられた。同年4月13日、特定失踪者問題調査会は日本国政府に対し、拉致認定を求めて東京地方裁判所に提訴した。なお、2010年（平成22年）、古川了子の母親による自分史『歩み来し道』が自費出版された。